# Conservadurismo compasivo
El conservadurismo compasivo es una filosofía política inventada por Marvin Olasky, que la plasmó en su libro "Conservadurismo compasivo: Qué es, qué hace y cómo puede transformar Estados Unidos", y por Myron Magnet del Manhattan Institute. Olasky ha sido considerado el padrino del conservadurismo compasivo. La frase fue popularizada por George W. Bush al adoptarla como uno de sus eslóganes clave en la campaña presidencial de 2000 contra Al Gore.